# ران گارلند
ران گارلند (انگلیسی: Ron Garland; ۲۸ ژوئیهٔ ۱۹۳۱ – ۴ آوریل ۱۹۸۹) بازیکن فوتبال اهل بریتانیا بود.
از باشگاه‌هایی که در آن بازی کرده‌است می‌توان به باشگاه فوتبال استالی‌بریج سلتیک و باشگاه فوتبال اولدهام اتلتیک اشاره کرد.